# Liste der Kulturdenkmale in Altenkrempe
In der Liste der Kulturdenkmale in Altenkrempe sind alle Kulturdenkmale der schleswig-holsteinischen Gemeinde Altenkrempe (Kreis Ostholstein) und ihrer Ortsteile aufgelistet (Stand: 10. März 2025).

## Legende
In den Spalten befinden sich folgende Informationen:
- Objekt-ID: die Nummer des Kulturdenkmales
- Lage: die Adresse des Kulturdenkmales und die geographischen Koordinaten. Kartenansicht, um Koordinaten zu setzen. In der Kartenansicht sind Kulturdenkmale ohne Koordinaten mit einem roten Marker dargestellt und können in der Karte gesetzt werden. Kulturdenkmale ohne Bild sind mit einem blauen Marker gekennzeichnet, Kulturdenkmale mit Bild mit einem grünen Marker.
- Offizielle Bezeichnung: Bezeichnung des Kulturdenkmales
- Beschreibung: die Beschreibung des Kulturdenkmales
- Bild: ein Bild des Kulturdenkmales

## Sachgesamtheiten
| Objekt-ID      | Lage | Offizielle Bezeichnung | Beschreibung | Bild                             |
| -------------- | --- | ---------------------- | --- | -------------------------------- |
| 32741 Wikidata | Allee 2, 3, 4, 5, 6, 7, 8, 10, 12, 14, 16, Allee, Stolper Weg 2, Stolper Weg (54° 8′ 25″ N, 10° 48′ 58″ O) | Gut Hasselburg         | Idealtypische Gutshofanlage des 18. Jh.; im Kern auf einen befestigten Herrensitz des späten Mittelalters zurückgehend, wechselnde Besitzer; axialsymmetrisch ausgebildet und teilweise von einem Wassergrabensystem umschlossen, Herrenhaus mit bedeutender Innenausstattung und zwei Kavaliershäuser aus dem frühen 18. Jh., repräsentatives Torhaus und Gutsscheune aus dem späteren 18. Jh., ehem. Schafstall von 1881, Kuhhaus von 1924, weitere Gebäude (sog. Armenhaus, Alte Meierei und drei Gutskaten) aus dem 18./19. Jh., Zufahrtsallee, Landschaftspark, Tiergarten und umgebende Gutsländereien - Begründung: geschichtlich, wissenschaftlich, künstlerisch, Kulturlandschaft prägend - Schutzumfang: Herrenhaus, Ehrenhof (Allee 10); nördliches Kavalierhaus mit Birnenspaliere (Allee 8); südliches Kavalierhaus mit Weinhaus (Allee 12); Gutsscheune (Allee 6); ehem. Kuhhaus (Allee 16); Torhaus (Allee 4); Zufahrtsallee; Zufahrtsdamm; Landschaftspark mit Grabenanlagen, zwei Lindenreihen am Hausgraben, nördliche Granitquaderbrücke, südliche Granitquaderbrücke, zwei Toranlagen; Tiergarten mit Eiskeller, Rosskastanienallee, Hasselburggraben; Steinquaderbrücke zwischen Herrenhausinsel und Tiergarten; ehem. Schafstall (Allee 14); Alte Meierei mit Hoffläche zur Meierei, Lindenreihe, ehem. Hausteich, Lindenreihe (Allee 7); Gutskate (Allee 2); Gutskate mit Nebengebäude (Allee 3); Gutskate mit Stallgebäude (Allee 5); Obstgärten mit Backsteinmauern; Wirtschaftshof mit Hofpflaster; Gutsländereien, Kuhhofswiese (Allee); Rosskastanienallee nach Sierhagen; ehem. Armenhaus mit zwei Nebengebäuden (Stolper Weg 2) | weitere Fotos \| Fotos hochladen |
| 40669 Wikidata | Kirchsteig 1 (54° 7′ 59″ N, 10° 49′ 36″ O)                                                                 | Kirche Altenkrempe     | Aktualisierung vorgesehen - Begründung: geschichtlich, künstlerisch, städtebaulich, Kulturlandschaft prägend - Schutzumfang: Kirche mit Ausstattung, Kirchhof, Grabmale bis 1870, Feldsteinböschungsmauer | weitere Fotos \| Fotos hochladen |
| 52676          | Muuskniepen 2-4 (54° 9′ 28″ N, 10° 49′ 57″ O)                                                              | Hofanlage Muuskniepen  | Hofanlage Muuskniepen; 18./19. Jh.; um einen Hof gruppiertes Ensemble aus Haupthaus und Scheune - Begründung: geschichtlich, städtebaulich, Kulturlandschaft prägend - Schutzumfang: Haupthaus, Scheune | BW                               |
| 39938          | Zur Hasselburger Mühle 1-2, 1, 2, Zur Hasseldorfer Mühle 2 (54° 9′ 19″ N, 10° 50′ 44″ O)                   | Hasselburger Mühle     | Hasselburger Mühle; jahrhundertealter Mühlenstandort, Hauptgebäude des 19. Jahrhunderts, Durchfahrtsscheune im Kern 18./19. Jahrhundert; eindrückliche Mühlenanlage mit Wohn- und Wirtschaftsgebäude mit Walm- und Satteldach, mit innerer Wassermühlentechnik einschließlich des Diesel-Hilfsmotors, sowie mit der zugehörigen Wasserführung, bestehend aus dem Mühlenteich mit dem oberen Wasserzulauf, Staudamm, Stauwehr und Ablaufgraben und der Mühlenscheune, einer DreiständerDurchfahrtsscheune mit hartem Walmdach - Begründung: geschichtlich, technisch, Kulturlandschaft prägend - Schutzumfang: Hauptgebäude, Mühlenscheune mit Hofpflaster, Wasserführung mit Staudamm, Ablaufgraben, Stauwehr, Mühlenteich und oberen Wasserzulauf | BW                               |

## Bauliche Anlagen
| Objekt-ID      | Lage                                                       | Offizielle Bezeichnung           | Beschreibung | Bild                             |
| -------------- | ---------------------------------------------------------- | -------------------------------- | --- | -------------------------------- |
| 1136 Wikidata  | Allee 4 (54° 8′ 25″ N, 10° 49′ 2″ O)                       | Gut Hasselburg: Torhaus          | Torhaus des Gutes Hasselburg; 1763, Architekt Georg Greggenhofer; eingeschossiger Backsteinbau mit zwei kurzen zum Hof ausgerichteten Seitenflügeln, zweigeschossiger fünfachsiger Mittelpavillon mit Durchfahrt, geschweiftem Mansard-Zeltdach und offener Laterne - Begründung: geschichtlich, künstlerisch, Kulturlandschaft prägend - Schutzumfang: gesamtes Objekt - Denkmaltyp: Bauliche Anlage, Sachgesamtheit: Gut Hasselburg | weitere Fotos \| Fotos hochladen |
| 4046 Wikidata  | Allee 5 (54° 8′ 25″ N, 10° 49′ 17″ O)                      | Gutskate                         | Arbeiterkate zum Gut Hasselburg; 18./19. Jh.; Fachwerkbau mit reetgedecktem Walmdach, zugehöriges Stallgebäude in gleicher Bauweise. - Begründung: geschichtlich, Kulturlandschaft prägend - Schutzumfang: Gutskate, Stallgebäude - Denkmaltyp: Bauliche Anlage, Sachgesamtheit: Gut Hasselburg | BW                               |
| 955 Wikidata   | Allee 6 (54° 8′ 26″ N, 10° 48′ 57″ O)                      | Gut Hasselburg: Gutsscheune      | Kornscheune auf Gut Hasselburg; 1761, Architekt Georg Greggenhofer; gestaffelter Vierständerbau mit Querdurchfahrt, zwei Längsdurchfahrten und Abseiten, das Äußere in Backstein, mächtiges reetgedecktes Schopfwalmdach - Begründung: geschichtlich, wissenschaftlich, Kulturlandschaft prägend - Schutzumfang: gesamtes Objekt - Denkmaltyp: Bauliche Anlage, Sachgesamtheit: Gut Hasselburg | weitere Fotos \| Fotos hochladen |
| 951 Wikidata   | Allee 8 (54° 8′ 26″ N, 10° 48′ 53″ O)                      | Nördliches Kavalierhaus          | nördliches Kavalierhaus des Gutes Hasselburg; Anfang 18. Jh.; eingeschossiger Backsteinbau mit ziegelgedecktem Walmdach, zweigeschossiger Mittelrisalit mit Pilastern, Giebel und Wappen, an der Südfassade Birnenspaliere - Begründung: geschichtlich, Kulturlandschaft prägend - Schutzumfang: nördliches Kavalierhaus, Birnenspaliere - Denkmaltyp: Bauliche Anlage, Sachgesamtheit: Gut Hasselburg | BW                               |
| 950 Wikidata   | Allee 10 (54° 8′ 25″ N, 10° 48′ 51″ O)                     | Herrenhaus                       | Herrenhaus des Gutes Hasselburg; Anfang 18. Jh., im Kern älter, klassizistisch überformt; zweigeschossiger verputzter Backsteinbau mit flach übergiebeltem Mittelrisalit und Mansarddach, äußerst qualitätvolle Innenausstattung, u.a. über zwei Geschosse reichende Treppenhalle mit Galerie und illusionistischer Ausmalung von J. G. Simola - Begründung: geschichtlich, wissenschaftlich, künstlerisch, Kulturlandschaft prägend - Schutzumfang: gesamtes Objekt - Denkmaltyp: Bauliche Anlage, Sachgesamtheit: Gut Hasselburg          | Fotos hochladen                  |
| 952 Wikidata   | Allee 12 (54° 8′ 24″ N, 10° 48′ 53″ O)                     | Südliches Kavalierhaus           | südliches Kavalierhaus des Gutes Hasselburg; Anfang 18. Jh.; eingeschossiger Backsteinbau mit ziegelgedecktem Walmdach, zweigeschossiger Mittelrisalit mit Pilastern, Giebel und Wappen, an der Südfassade das ehem. Weinhaus - Begründung: geschichtlich, künstlerisch, Kulturlandschaft prägend - Schutzumfang: südliches Kavalierhaus, Weinhaus - Denkmaltyp: Bauliche Anlage, Sachgesamtheit: Gut Hasselburg | BW                               |
| 3798 Wikidata  | Alte Heerstraße 31 (54° 9′ 26″ N, 10° 47′ 1″ O)            | Sog. „Weinschenke“               | Alteintragung (Aktualisierung vorgesehen) - Begründung: geschichtlich, städtebaulich - Schutzumfang: Alteintragung (Aktualisierung vorgesehen) - Denkmaltyp: Bauliche Anlage | BW                               |
| 2072 Wikidata  | Alte Heerstraße (54° 9′ 19″ N, 10° 47′ 16″ O)              | Straßenzug Alte Heerstraße       | Alteintragung (Aktualisierung vorgesehen) - Begründung: geschichtlich, wissenschaftlich - Schutzumfang: gesamtes Objekt - Denkmaltyp: Bauliche Anlage | BW                               |
| 3797 Wikidata  | Finkbusch 1 (54° 9′ 5″ N, 10° 47′ 31″ O)                   | Sog. „Weberkate“                 | Alteintragung (Aktualisierung vorgesehen) - Begründung: geschichtlich, städtebaulich - Schutzumfang: Alteintragung (Aktualisierung vorgesehen) - Denkmaltyp: Bauliche Anlage | BW                               |
| 29086          | Griebeler Holzkatenweg 1 - 3 (54° 7′ 53″ N, 10° 44′ 21″ O) | Doppelkate                       | Doppelkate; 18./19. Jahrhundert; quer erschlossenes traufständiges Doppelhaus in Wandständerbauweise, ausgefacht mit gekalkten Backsteinen, reetgedecktes Vollwalmdach - Begründung: geschichtlich, städtebaulich, Kulturlandschaft prägend - Schutzumfang: gesamtes Objekt - Denkmaltyp: Bauliche Anlage | BW                               |
| 10924 Wikidata | Heidberg/Sierhagen (54° 7′ 42″ N, 10° 46′ 34″ O)           | Palmenhaus                       | Das Palmenhaus wurde 1900 erbaut. Alteintragung (Aktualisierung vorgesehen) - Begründung: Alteintragung (Aktualisierung vorgesehen) - Schutzumfang: Alteintragung (Aktualisierung vorgesehen) - Denkmaltyp: Bauliche Anlage | Fotos hochladen                  |
| 10926 Wikidata | Heidberg/Sierhagen (54° 7′ 42″ N, 10° 46′ 33″ O)           | Geräteschuppen                   | Alteintragung (Aktualisierung vorgesehen) - Begründung: Alteintragung (Aktualisierung vorgesehen) - Schutzumfang: Alteintragung (Aktualisierung vorgesehen) - Denkmaltyp: Bauliche Anlage | BW                               |
| 2400           | Kirchsteig 1 (54° 7′ 59″ N, 10° 49′ 37″ O)                 | Kirche mit Ausstattung           | Die Kirche wurde wahrscheinlich in der Zeit von 1200 bis 1240 erbaut. Im Inneren befindet sich ein Altaraufsatz aus dem Jahr 1741. Die Glasmalereien wurden von 1900 bis 1901 in Quedlinburg von der Werkstatt F. Müller erstellt. Alteintragung (Aktualisierung vorgesehen) - Begründung: geschichtlich, künstlerisch, städtebaulich - Schutzumfang: gesamtes Objekt - Denkmaltyp: Bauliche Anlage, Sachgesamtheit: Kirche Altenkrempe | Fotos hochladen                  |
| 6285 Wikidata  | Milchstraße 11 (54° 7′ 56″ N, 10° 49′ 30″ O)               | Lange-Reihe-Kate                 | Alteintragung (Aktualisierung vorgesehen) - Begründung: Alteintragung (Aktualisierung vorgesehen) - Schutzumfang: Alteintragung (Aktualisierung vorgesehen) - Denkmaltyp: Bauliche Anlage | BW                               |
| 28082 Wikidata | Milchstraße 11–13 (54° 7′ 57″ N, 10° 49′ 29″ O)            | Stallgebäude                     | Alteintragung (Aktualisierung vorgesehen) - Begründung: Alteintragung (Aktualisierung vorgesehen) - Schutzumfang: Alteintragung (Aktualisierung vorgesehen) - Denkmaltyp: Bauliche Anlage | BW                               |
| 6286 Wikidata  | Milchstraße 13 (54° 7′ 57″ N, 10° 49′ 30″ O)               | Lange-Reihe-Kate                 | Alteintragung (Aktualisierung vorgesehen) - Begründung: Alteintragung (Aktualisierung vorgesehen) - Schutzumfang: Alteintragung (Aktualisierung vorgesehen) - Denkmaltyp: Bauliche Anlage | BW                               |
| 6287 Wikidata  | Milchstraße 14 (54° 7′ 56″ N, 10° 49′ 31″ O)               | Lange-Reihe-Kate                 | Alteintragung (Aktualisierung vorgesehen) - Begründung: Alteintragung (Aktualisierung vorgesehen) - Schutzumfang: Alteintragung (Aktualisierung vorgesehen) - Denkmaltyp: Bauliche Anlage | BW                               |
| 28083 Wikidata | Milchstraße 14–16 (54° 7′ 56″ N, 10° 49′ 33″ O)            | Stallgebäude                     | Alteintragung (Aktualisierung vorgesehen) - Begründung: Alteintragung (Aktualisierung vorgesehen) - Schutzumfang: Alteintragung (Aktualisierung vorgesehen) - Denkmaltyp: Bauliche Anlage | BW                               |
| 6288 Wikidata  | Milchstraße 15 (54° 7′ 58″ N, 10° 49′ 31″ O)               | Lange-Reihe-Kate                 | Alteintragung (Aktualisierung vorgesehen) - Begründung: Alteintragung (Aktualisierung vorgesehen) - Schutzumfang: Alteintragung (Aktualisierung vorgesehen) - Denkmaltyp: Bauliche Anlage | BW                               |
| 28084 Wikidata | Milchstraße 15–17 (54° 7′ 58″ N, 10° 49′ 30″ O)            | Stallgebäude                     | Alteintragung (Aktualisierung vorgesehen) - Begründung: Alteintragung (Aktualisierung vorgesehen) - Schutzumfang: Alteintragung (Aktualisierung vorgesehen) - Denkmaltyp: Bauliche Anlage | BW                               |
| 6289 Wikidata  | Milchstraße 16 (54° 7′ 57″ N, 10° 49′ 31″ O)               | Lange-Reihe-Kate                 | Alteintragung (Aktualisierung vorgesehen) - Begründung: Alteintragung (Aktualisierung vorgesehen) - Schutzumfang: Alteintragung (Aktualisierung vorgesehen) - Denkmaltyp: Bauliche Anlage | BW                               |
| 6290 Wikidata  | Milchstraße 17 (54° 7′ 58″ N, 10° 49′ 32″ O)               | Lange-Reihe-Kate                 | Alteintragung (Aktualisierung vorgesehen) - Begründung: Alteintragung (Aktualisierung vorgesehen) - Schutzumfang: Alteintragung (Aktualisierung vorgesehen) - Denkmaltyp: Bauliche Anlage | BW                               |
| 10398          | Muuskniepen 2 - 4 (54° 9′ 27″ N, 10° 49′ 58″ O)            | Haupthaus                        | Haupthaus; 18./19. Jh.; Fachhallenhaus in Fachwerkbauweise unter Halbwalmdach mit nach Süden gerichtetem Wohnteil - Begründung: geschichtlich, städtebaulich, Kulturlandschaft prägend - Schutzumfang: gesamtes Objekt - Denkmaltyp: Bauliche Anlage, Sachgesamtheit: Hofanlage Muuskniepen | BW                               |
| 10452          | Muuskniepen 2 - 4 (54° 9′ 27″ N, 10° 49′ 56″ O)            | Scheune                          | Scheune; 1. Hälfte 19. Jh.; Fachwerkbau in Dreiständerbauweise mit Längsdurchfahrt und Halbwalmdach - Begründung: geschichtlich, Kulturlandschaft prägend - Schutzumfang: gesamtes Objekt - Denkmaltyp: Bauliche Anlage, Sachgesamtheit: Hofanlage Muuskniepen | BW                               |
| 30220          | Plunkauer Weg 2 (54° 8′ 34″ N, 10° 45′ 51″ O)              | Mehrfamilienkate                 | Mehrfamilienkate; 19. Jahrhundert; traufständiger Backsteinbau mit Lisenengliederung, reetgedeckter Vollwalm mit Lukengauben an den Schmalseiten - Begründung: geschichtlich, städtebaulich, Kulturlandschaft prägend - Schutzumfang: gesamtes Objekt - Denkmaltyp: Bauliche Anlage | BW                               |
| 27070 Wikidata | Sandfeld 9 (54° 8′ 17″ N, 10° 47′ 12″ O)                   | Arbeiterkate                     | Kate; 18./19. Jh.; eingeschossiger Fachwerkbau mit reetgedecktem Vollwalmdach - Begründung: geschichtlich, Kulturlandschaft prägend - Schutzumfang: gesamtes Objekt - Denkmaltyp: Bauliche Anlage | BW                               |
| 1002 Wikidata  | Schlosshof 1 (54° 7′ 49″ N, 10° 46′ 26″ O)                 | Gut Sierhagen: Herrenhaus        | Das Gut wurde erstmals 1304 erwähnt. Das Herrenhaus wurde wohl im 16. Jahrhundert erbaut. Ein Umbau erfolgte 1825, dabei wurde ein Stockwerk hinzugefügt. Die Einrichtung im Inneren im Biedermeierstil ist vollständig erhalten. Alteintragung (Aktualisierung vorgesehen) - Begründung: geschichtlich, künstlerisch, Kulturlandschaft prägend - Schutzumfang: gesamtes Objekt - Denkmaltyp: Bauliche Anlage | Fotos hochladen                  |
| 1003 Wikidata  | Schlosshof (54° 7′ 49″ N, 10° 46′ 30″ O)                   | Gut Sierhagen: östliches Torhaus | Alteintragung (Aktualisierung vorgesehen) - Begründung: Alteintragung (Aktualisierung vorgesehen) - Schutzumfang: Alteintragung (Aktualisierung vorgesehen) - Denkmaltyp: Bauliche Anlage | BW                               |
| 1004 Wikidata  | Schlosshof (54° 7′ 48″ N, 10° 46′ 18″ O)                   | Gut Sierhagen: Orangerie         | Die Orangerie stammt aus dem Jahr 1774. Alteintragung (Aktualisierung vorgesehen) - Begründung: Alteintragung (Aktualisierung vorgesehen) - Schutzumfang: Alteintragung (Aktualisierung vorgesehen) - Denkmaltyp: Bauliche Anlage | BW                               |
| 8436 Wikidata  | Steinklippen 3 (54° 8′ 38″ N, 10° 45′ 52″ O)               | Kate                             | Kate; 18./19. Jh.; eingeschossige Fachwerkkate in Wandständerbauweise, reetgedecktes Vollwalmdach, zugehöriges ehem. Stallgebäude - Begründung: geschichtlich, Kulturlandschaft prägend - Schutzumfang: Kate, ehem. Stall - Denkmaltyp: Bauliche Anlage | BW                               |
| 8518 Wikidata  | Zur Hasselburger Mühle 1 (54° 9′ 19″ N, 10° 50′ 45″ O)     | Wassermühle: Hauptgebäude        | Wohn- und Wirtschaftsgebäude der Wassermühle; 19. Jh., im Kern älter; der traufständige Wohnteil mit Walmdach und Putzfassade nach 1956 straßenseitig aufgestockt; rückwärtig ein- bis zweigeschossiger Wirtschaftstrakt in Backstein mit komplett erhaltener Mühlentechnik einschließlich eines Diesel-Hilfsmotors - Begründung: geschichtlich, technisch, Kulturlandschaft prägend - Schutzumfang: gesamtes Objekt mit innerer Wassermühlentechnik und DieselHilfsmotor - Denkmaltyp: Bauliche Anlage, Sachgesamtheit: Hasselburger Mühle | BW                               |
| 8672 Wikidata  | Zur Hasselburger Mühle 2 (54° 9′ 17″ N, 10° 50′ 44″ O)     | Wassermühle: Mühlenscheune       | Mühlenscheune; im Kern 18. - 19. Jahrhundert; Durchfahrtsscheune in Dreiständerkonstruktion, hartes Walmdach; mit Hofpflaster - Begründung: geschichtlich, Kulturlandschaft prägend - Schutzumfang: Mühlenscheune, Hofpflaster - Denkmaltyp: Bauliche Anlage, Sachgesamtheit: Hasselburger Mühle | BW                               |

## Gründenkmale
| Objekt-ID      | Lage                                       | Offizielle Bezeichnung | Beschreibung | Bild            |
| -------------- | ------------------------------------------ | ---------------------- | --- | --------------- |
| 954 Wikidata   | Allee (54° 8′ 25″ N, 10° 49′ 4″ O)         | Zufahrtsallee          | Zufahrtsallee zum Gut Hasselburg; angelegt im späten 18. Jh.; rund 400 Meter lange Allee aus Holländischen Linden, auf das Torhaus der Gutsanlage zuführend und die Mittelachse des Gutes aufnehmend - Begründung: geschichtlich, Kulturlandschaft prägend - Schutzumfang: gesamtes Objekt - Denkmaltyp: Gründenkmal, Sachgesamtheit: Gut Hasselburg | BW              |
| 28898 Wikidata | Allee (54° 8′ 26″ N, 10° 48′ 48″ O)        | Landschaftspark        | Landschaftspark auf der Herrenhausinsel von Gut Hasselburg; seit dem 18. Jh. als Barockgarten überliefert, im 19. Jh. umgestaltet; von einem Grabensystem umgebene Anlage mit wertvollem historischen Baumbestand, zugehörig zwei Granitquaderbrücken und zwei Lindenreihen am Hausgraben sowie zwei Toranlagen neben dem Herrenhaus - Begründung: geschichtlich, künstlerisch, Kulturlandschaft prägend - Schutzumfang: Landschaftspark, Grabenanlagen, zwei Lindenreihen am Hausgraben, nördliche Granitquaderbrücke, südliche Granitquaderbrücke, zwei Toranlagen - Denkmaltyp: Gründenkmal, Sachgesamtheit: Gut Hasselburg | BW              |
| 20954 Wikidata | Kirchsteig 1 (54° 7′ 59″ N, 10° 49′ 35″ O) | Kirchhof               | Alteintragung (Aktualisierung vorgesehen) - Begründung: geschichtlich, Kulturlandschaft prägend - Schutzumfang: Kirchhof, Grabmale bis 1870, Feldsteinböschungsmauer - Denkmaltyp: Gründenkmal, Sachgesamtheit: Kirche Altenkrempe | Fotos hochladen |

## Quelle
- Liste der Kulturdenkmale in Schleswig-Holstein – Kreis Ostholstein (PDF)

- Karte mit allen Koordinaten:
- OSM |
- WikiMap